# Папісілла
Па́пісілла (ест. Papisilla küla) — село в Естонії, у волості Гяедемеесте повіту Пярнумаа.

## Населення
Чисельність населення на 31 грудня 2011 року становила 49 осіб.

## Географія
Село межує з північно-східною околицею селища Гяедемеесте, волосного центру.
Через населений пункт проходить автошлях 333 (Уулу — Соометса — Гяедемеесте).